# Kitanowie
Kitanowie – koczowniczy lud azjatycki, który w X wieku zdominował obszar rozciągający się od Korei na wschodzie do Ałtaju na zachodzie i podbijając część północnych Chin ustanowił Dynastię Liao (907–1125). Od nazwy tego ludu pochodzi „Kataj”, jedna ze starszych nazw Chin w językach europejskich.
Pierwotnie zamieszkujący południową Mandżurię Kitanowie wyodrębnili się spośród innych ludów Xianbei w IV wieku i aż do IX wieku włącznie byli nominalnymi wasalami kolejnych dynastii chińskich, a także Turków i Ujgurów. Wykorzystując upadek Dynastii Tang na początku X wieku kagan Kitanów Yelü Abaoji (907–926) ustanowił cesarską dynastię Liao, której wkrótce podlegały terytoria dzisiejszej Mandżurii, Mongolii i część północnych Chin. Jej władcy utrzymywali kontakty dyplomatyczne na zasadach równości z chińską dynastią Song oraz uzyskiwali od niej regularną kontrybucję. W okresie panowania dynastii Liao Kitanowie podlegali silnym wpływom kultury chińskiej, co objawiło się przede wszystkim w przyjmowaniu przez nich buddyzmu. Dynastia Liao upadła w roku 1125 w wyniku buntu Dżurdżenów, część Kitanów uciekła jednak wówczas na zachód i pod przywództwem Yelü Dashi (zm. 1143) pokonała muzułmańskich Karachanidów, zakładając chanat z ośrodkiem w Siedmiorzeczu. Przetrwał on do roku 1218, kiedy podbił go Czyngis-chan. Większość Kitanów pozostała jednak na wschodzie i odgrywała znaczącą rolę w wojsku i administracji dynastii Jin i Yuan, dopóki w XIV wieku ostatecznie nie utraciła swojej tożsamości etnicznej.

## Historia

### Okres predynastyczny
Kitanowie wywodzili się z Yuwen, odłamu Xianbei, który po tym jak w roku 345 został pokonany przez Murong (inny odłam Xianbei) rozpadł się na trzy plemiona. Jednym z tych plemion było Kumo Xi (później częściej nazywane po prostu Xi) i to od niego w roku 388 oddzielili się Kitanowie. Ich pierwotną siedzibą była Mandżuria – źródła po raz pierwszy umieszczają ich w pobliżu górnego biegu rzeki Liao i jej dopływu Laoha. W V wieku Kitanowie zaczęli uiszczać trybut Północnej dynastii Wei – ich pierwsze poselstwo z trybutem źródła odnotowują w roku 468. W VI wieku stanowili jedynie luźną konfederację plemion i pod koniec tego stulecia byli zaangażowani w ciągłe bratobójcze walki. W tym okresie niektóre plemiona Kitanów przyjęły zwierzchnictwo Turków, a inne dynastii Sui. Za czasów dynastii Tang konfederacja Kitanów zaczęła się stabilizować. Część z nich występowała jako sojusznicy cesarstwa w jego kampanii przeciwko Goguryeo w roku 644 i Tangowie zdecydowali się kontrolować ich poprzez ustanowienie dziedzicznej linii wodzów lojalnych wobec Chin. W rezultacie przez niemal stulecie większość przywódców Kitanów wywodziła się z klanu Dahe, któremu Tangowie nadali cesarskie nazwisko Li. Niemniej nadal byli oni wybierani na okresowych zgromadzeniach wodzów plemiennych. W roku 696 wódz Kitanów Li Jinzhong (zm. 696) zbuntował się przeciwko Tangom i zaatakował dzis. Hebei, jednak Kitanowie zostali pokonani przez działających w porozumieniu z Chińczykami Turków. Chińskie zwierzchnictwo nad Kitanami zostało przywrócone w roku 714, kiedy ich władca otrzymał od cesarza tytuł króla (wang). W latach 20. VIII wieku faktyczną władzę nad Kitanami przejął minister Ketuyu, ustanawiający wygodnych dla siebie królów z klanu Li. W roku 730 podniósł on bunt przeciwko Tangom, zabił króla z klanu Li i zmusił Kitanów i Xi do przyjęcia zwierzchnictwa Turków. W roku 734 Ketuyu został zabity przez stronnictwo Li, jednak owe walki wśród Kitanów ostatecznie doprowadziły do przejęcia wśród nich władzy przez klan Yaolian. Późniejsze próby przywrócenia chińskiego zwierzchnictwa były nieudane i ostatecznie po tym jak Tangowie zostali definitywnie osłabieni przez rebelię An Lushana Kitanowie przyjęli zwierzchnictwo Ujgurów, którzy po obaleniu Turków w roku 745 ustanowili swój kaganat. Według źródeł chińskich po upadku kaganatu Ujgurów w roku 842 Kitanowie ponownie przyjęli zwierzchność Chin. W IX wieku wśród Kitanów rosło znaczenie klanów Yila (później zmienił nazwę na Yelü) i Xiao, które porozumiały się między sobą w celu obalenia władzy kaganów z klanu Yaolian. Ten sojusz utrzymał się także w okresie dynastii Liao, kiedy to cesarze wywodzący się z klanu Yelü brali za cesarzowe kobiety z klanu Xiao. W roku 907 wodzowie Kitanów tradycyjnie co trzy lata wybierający kagana zdjęli z urzędu nieudolnego Hendejina (901–907) z klanu Yaolian i wybrali kaganem Abaoji (907–926), zdolnego wodza z klanu Yelü.

### Dynastia Liao

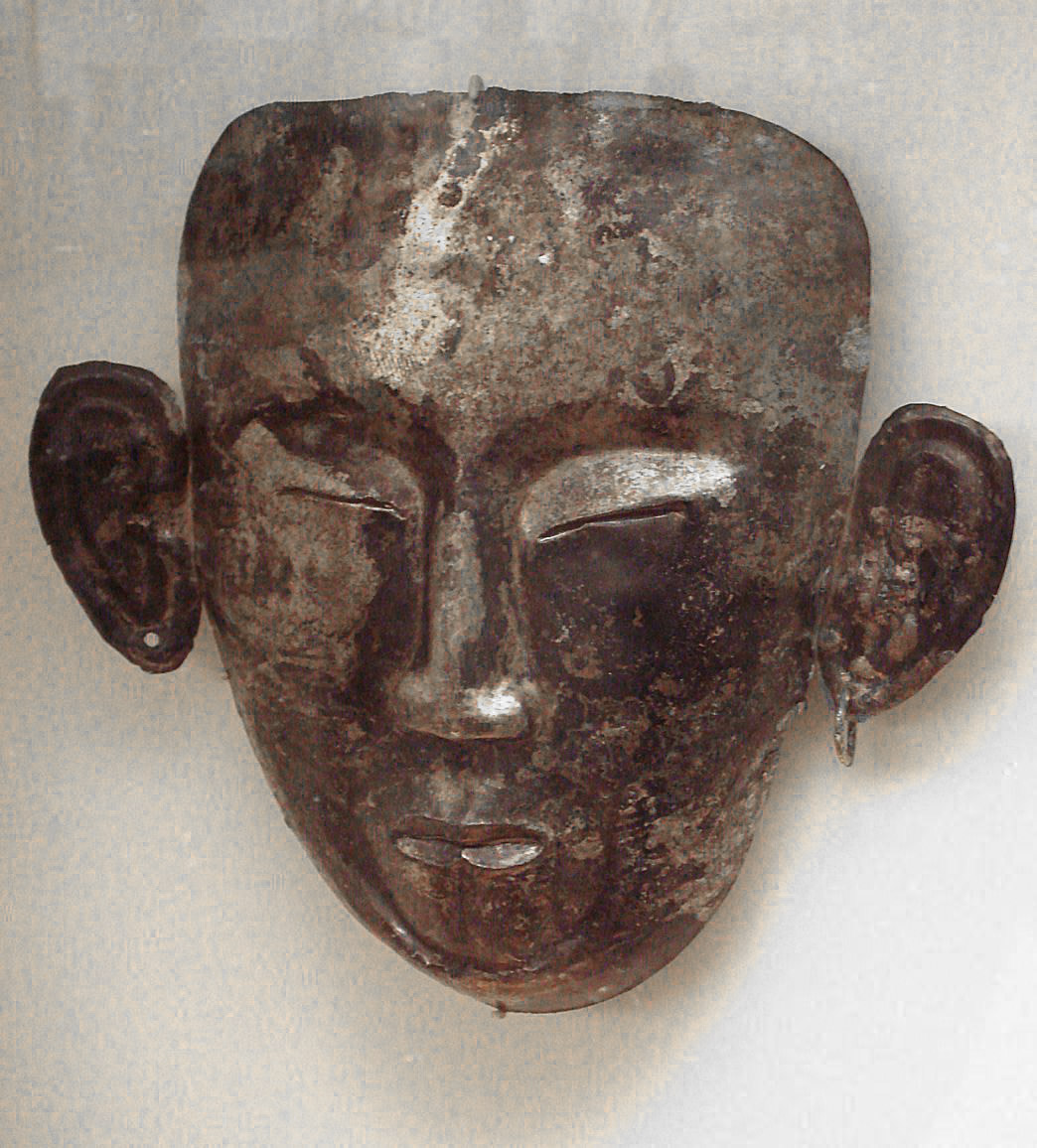
Maska grobowa z czasów dynastii Liao. Muzeum Guimet

Abaoji pokonując w długotrwałych walkach ludy dzisiejszej Mandżurii i Mongolii, w tym m.in. Xi, Shiwei i Dżurdżenów, ustanowił nad nimi hegemonię Kitanów. Jednocześnie urządzał on łupieżcze najazdy na terytorium Chin i coraz śmielej interweniował w sprawy efemerycznych państw istniejących tam w okresie Pięciu Dynastii. Abaoji nie poddał się ponownemu wyborowi na kagana po upływie trzech lat i stłumił bunty swoich braci, którzy liczyli na przejęcie władzy. Chcąc ustanowić dziedziczną dynastię w roku 916 przyjął chiński tytuł cesarza. Zaczął on osiedlać pojmanych i przybyłych na terytorium Kitanów Chińczyków w budowanych na chińską modłę miastach i zbudował cesarską stolicę. W roku swojej śmierci podbił także koreańsko-mandżurskie państwo Balhae. Syn Abaoji, Yelü Deguang (imię świątynne Taizong) (927–947), w roku 936 poparł bunt Shi Jingtanga (936–942), namiestnika Późniejszej dynastii Tang, i tym samym dopomógł mu w założeniu Późniejszej dynastii Jin. W zamian ten uznał jego zwierzchność i scedował na rzecz Kitanów szesnaście północnych prefektur swojego państwa. Kolejny cesarz Późniejszej dynastii Jin, Shi Chonggui (942–946), zerwał jednak z Kitanami, co doprowadziło do zajęcia przez nich Kaifengu i obalenia dynastii. Taizong ogłosił wówczas nową nazwę dynastii, „Wielkie Liao”, Kitanowie okazali się jednak niezdolni do opanowania północnych Chin i musieli się wycofać. Po roku 960 Chiny zjednoczyły się pod przywództwem nowej dynastii Song. Do stabilizacji dynastii Liao doszło podczas długiego panowania cesarza Shengzonga (982–1031). W roku 1004 Kitanowie dokonali inwazji na terytorium Chin docierając na odległość 100 kilometrów od Kaifengu, w wyniku czego pomiędzy Liao a Song zawarto traktat, w którym oba cesarstwa uznawały się wzajemnie na zasadach równości, przy czym Song miało wypłacać Liao coroczną „kontrybucję na wydatki wojskowe” w wysokości 200 tys. zwojów jedwabiu i 100 tys. liangów srebra. Traktat ten „utorował drogę stuleciu stabilności i pokojowej koegzystencji”.
Za panowania Shengzonga Kitanowie prowadzili także krwawe wojny z położonym na Półwyspie Koreańskim państwem Goryeo, które ostatecznie uznało ich zwierzchnictwo. Doszło wtedy również do szeregu reform o charakterze instytucjonalnym, które generalnie prowadziły do rozbudowy instytucji państwowych na wzór chiński. W roku 1042 Kitanowie wykorzystali wojnę pomiędzy Songami a tanguckim państwem Xixia do wymuszenia na tych pierwszych zwiększenia kontrybucji do 200 tys. liangów srebra i 300 tys. zwojów jedwabiu. Wojna jaka toczyła się pomiędzy Liao a Xixia w latach 1044–1053 przyniosła jednak Kitanom wiele porażek, zanim Tanguci z powrotem uznali swój tradycyjny wasalny status. W tym okresie Kitanowie znajdowali się pod coraz większym wpływem chińskiej kultury, przyjmując chińskie instytucje i prawo, nawracając się na buddyzm i studiując chińską literaturę i filozofię. W XI wieku Liao było nękane przez okresowe rebelie podlegających mu ludów, takich jak Xi, Zubu (być może spokrewnionych lub identycznych z Tatarami) oraz ludności dawnego Balhae. Prawdziwym zagrożeniem dla dynastii okazali się jednak zamieszkujący wschodnią Mandżurię Dżurdżeni, którzy w roku 1114 wzniecili powstanie pod przywództwem swojego wodza Agudy (imię świątynne Taizu) (1115–1123). M.in. z powodu buntu chcących go obalić członków panującego klanu i kolejnej rebelii ludności Balhae cesarz Tianzuo (1101–1125) okazał się niezdolny do szybkiego pokonania Dżurdżenów, a z każdym zwycięstwem tych ostatnich przechodziło na ich stronę coraz więcej podległych niegdyś Kitanom ludów. W roku 1120 Dżurdżeni zajęli Najwyższą Stolicę Kitanów i w następnych latach działając w sojuszu z Songami podbili większość terytorium dynastii Liao, która przestała istnieć wraz z dostaniem się Tianzuo do niewoli w roku 1125.

### Chanat Kara Kitajów
Jeszcze w roku 1124 głównodowodzący armią Liao, Yelü Dashi (zm. 1143), uciekł wraz ze swoimi zwolennikami na zachód i w roku 1131 zbudował swoją bazę w mieście Imil na wschód od Jeziora Bałchasz. Kiedy w roku 1134 karachanidzki chan Bałasagunu poprosił go o pomoc przeciwko koczowniczym plemionom Karłuków i Kangły Yelü Dashi wykorzystał sytuację do zajęcia miasta i uczynienia z niego stolicy swojego nowego państwa. W roku 1137 Kitanowie pokonali w pobliżu Chodżentu także chana zachodnich Karachanidów, Mahmud-chana (ok. 1132–1141). Ten poprosił o pomoc swojego suzerena, sułtana Wielkich Seldżuków Ahmada Sandżara (1118–1157), Kitanowie zadali jednak sprzymierzeńcom druzgocącą klęskę w bitwie na równinie Katwańskiej w pobliżu Samarkandy. Następnie Kitanowie zajęli Samarkandę i Bucharę oraz zmusili do płacenia trybutu Chorezmszahów. Te zwycięstwa pozwoliły Yelü Dashi na założenie państwa z ośrodkiem w Siedmiorzeczu, które sprawowało luźną kontrolę nad swoimi wasalami, takimi jak Karachanidzi, Sadrowie, Ujgurzy, Karłucy i Chorezmszahowie, która wyrażała się przede wszystkim w obowiązku płacenia trybutu. W świecie muzułmańskim ci Kitanowie występują jako „Kara Kitajowie” (Czarni Kitanowie), podczas gdy w Chinach ich państwo było znane jako Zachodnia dynastia Liao. Yelü Dashi przyjął tytuł gurchana (chana uniwersalnego), a ziemie pod jego kontrolą rozciągały się od granic Chin na wschodzie do Jeziora Aralskiego na zachodzie. Kara Kitajowie zachowali pewne cechy odziedziczone po czasach dynastii Liao, wybijając monety o tym samym wzorze, używając w administracji języka chińskiego i praktykując buddyzm, co nie przeszkadzało im w prowadzeniu tolerancyjnej polityki wobec innych religii. W drugiej połowie XII wieku Kara Kitajowie mieli coraz większe problemy z utrzymaniem zwierzchności nad swoimi ciągle buntującymi się potężnymi wasalami, Chorezmszahami. Ostatni władca Kara Kitajów, Yelü Zhilugu (1178–1213), w roku 1211 padł ofiarą wspólnego ataku chorezmszaha Ala ad-Din Muhammada (1200–1220) i najmańskiego następcy tronu Küczlüka (1213–1218), którego wcześniej przyjął u siebie. Mimo obcego pochodzenia Küczlük rządził w okrojonym państwie Kara Kitajów kontynuując jego tradycje, dopóki w roku 1218 nie zostało ono podbite przez Czyngis-chana (1206–1227).

### Kitanowie pod władzą Dżurdżenów i Mongołów
Większość Kitanów nie wyruszyła z Yelü Dashi na zachód i pozostała we Wschodniej Azji zostając poddanymi dżurdżeńskiej dynastii Jin. Byli tam traktowani jako odrębna grupa etniczna i istniały czysto kitańskie jednostki wojskowe, w szczególności na północnym zachodzie cesarstwa Jin. Mimo że niektórzy Kitanowie osiągnęli wysokie stanowiska w administracji nowej dynastii większość z nich nie akceptowała nowych rządów, uważając Dżurdżenów za uzurpatorów. Groźna rewolta Kitanów wybuchła w roku 1161, kiedy cesarz Hailingwang (1150–1161) chciał skierować ich oddziały przeciwko Południowej dynastii Song. Została ona jednak stłumiona i wiele kitańskich jednostek zostało rozwiązanych, a ich żołnierze zostali włączeni do oddziałów dżurdżeńskich. Kolejne bunty wybuchły w latach 1169 i 1177 i za każdym razem skutkowały one rozpraszaniem Kitanów pośród innych jednostek plemiennych. Za panowania dynastii Jin nadal używano kitańskiego pisma, zarówno w administracji, jak i co ważniejsze do tłumaczenia za jego pośrednictwem dzieł chińskich na dżurdżeński. W roku 1191 zakazano jednak jego używania. W roku 1211 należący do dawnego klanu cesarskiego dynastii Liao Yelü Liuge wykorzystał atak Mongołów na dynastię Jin do wzniecenia kolejnej rewolty w północnej i centralnej Mandżurii. W roku 1212 uznał on władzę Czyngis-chana i tytułując się cesarzem Liao sprawował władzę w regionie aż do roku 1233, kiedy Mongołowie zniszczyli jego państwo. Wśród Kitanów służących Mongołom należy wymienić przede wszystkim Yelü Chucaia, męża stanu, który pomógł Czyngis-chanowi i jego następcom w ustanowieniu stabilnej administracji. Także niektórzy inni Kitanowie epoki Yuan wyróżnili się służbą w administracji, albo jako literaci lub uczeni, chociaż stracili oni swoją tożsamość kulturową i byli całkowicie zsinizowani. Niemniej aż do końca XIII wieku Kitanowie byli oficjalnie uznawani za odrębną grupę etniczną i ostatecznie rozproszyli się wśród innych ludów dopiero w wieku XIV.

## Wybrane zagadnienia

### Język, pismo i kultura Kitanów

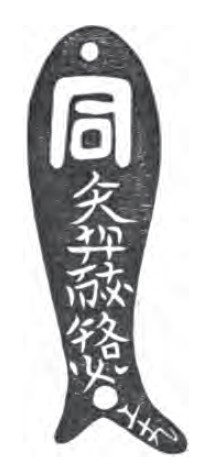
Brązowa figurka ryby z napisem w kitańskim „małym piśmie”

Z języka Kitanów przechowało się około 200 słów w chińskiej transkrypcji wraz z ich znaczeniem, ale wiele z nich to tytuły, które łatwo były zapożyczane z jednego języka do drugiego. Niektóre z tych tytułów posiadają swoje odpowiedniki tureckie, inne słowa są oczywiście powiązane z mongolskim, istnieją także słowa, które mogą posiadać pochodzenie tunguskie. W sumie językowa afiliacja Kitanów pozostaje przedmiotem naukowej debaty i wysunięto nawet hipotezę, że kitański nie był językiem ałtajskim, chociaż „większość uczonych na Wschodzie i Zachodzie faworyzuje obecnie teorię «mongolską»”.
Kitanowie posiadali dwa rodzaje pisma, „duże” i „małe”, oba wprowadzone za panowania Yelü Abaoji. Przykłady obu pism zachowały się jedynie w postaci inskrypcji. „Pismo duże” zostało wprowadzone w roku 920 i było niezwykle skomplikowaną adaptacją pisma chińskiego. Zachowało się bardzo niewiele przykładów tego pisma i próby jego odczytania pozostają w stanie zalążkowym. „Pismo małe” zostało wprowadzone w roku 925 i ponieważ inspiracją do jego stworzenia było alfabetyczne pismo ujgurskie miało ono charakter semialfabetyczny i fonetyczny, co pozwalało mu m.in. na łatwe oddawanie dźwięków języka dżurdżeńskiego i przyczyniło się do zachowania jego popularności w czasach dynastii Jin. Badania nad jego odczytaniem są dosyć zaawansowane i pozwoliły m.in. na wykazanie, że język kitański posiadał przyrostki, z których niektóre zidentyfikowano z gramatycznymi końcówkami mongolskimi. Wiemy iż w okresie dynastii Liao Kitanowie przełożyli na swój język wiele dzieł z języka chińskiego, przede wszystkim o praktycznym zastosowaniu, tj. kalendarzy, dzieł medycznych, politycznych i historycznych. Żadne z kitańskich tłumaczeń nie zachowało się. Co charakterystyczne, nie przełożono jednak żadnej z części konfucjańskiego Pięcioksięgu, co sugeruje brak zainteresowania Kitanów konfucjanizmem.

### Społeczeństwo, obyczaje i religia
Liczba plemion z jakich składali się Kitanowie zmieniała się w trakcie ich historii, większość źródeł zgadza się jednak, iż w IX wieku istniało osiem głównych plemion. Według pierwotnego mitu Kitanów mieli oni wywodzić się ze związku ich pierwszego kagana, Qishou, i kobiety, którą spotkał jadącą wozem ciągniętym przez wołu gdy jechał doliną rzeki Liao. Mieli oni posiadać ośmiu synów, którzy dali początek ośmiu plemionom. W późniejszym okresie klan Yelü wywodził swoje prawa do przywództwa bezpośrednio od Qishou. Ten mit założycielski Kitanów miał związek z praktyką polityczną, ponieważ co trzy lata wodzowie ośmiu głównych plemion zbierali się i wybierali kagana. W okresie dominacji klanów Dahe i Yaolian wybór był w praktyce ograniczony do ich męskich członków, jednak nie było mowy o prostym przechodzeniu tytułu z ojca na syna, tym bardziej że według tradycji kitańskiej władza była dziedziczona raczej pomiędzy braćmi. Dopiero Abaoji położył kres tym praktykom, ustanawiając dziedziczną dynastię na wzór chiński. Typową cechą kitańskiej organizacji społecznej były wojskowe obozy posiadane przez władców, ordo, których członkowie funkcjonowali jako ich ochrona podczas pokoju i elitarny korpus podczas wojny. Liczba gospodarstw wojowników przypisanych do pojedynczego ordo mogła wynosić nawet 15 tys. Kitańscy wodzowie nie posiadali stałego miejsca pobytu, ale sezonowe rezydencje  łowieckie (nabo), które odwiedzali odpowiednio do okresów polowań i łowienia ryb. Także w okresie dynastycznym cesarz przebywał w Najwyższej Stolicy jedynie przez krótkie okresy czasu, poza tym przemieszczając się pomiędzy sezonowymi rezydencjami. Charakterystyczną cechą dynastii Liao była jej dualistyczna administracja, osobna dla chińskiej i pozostałej części populacji. Jako chińscy cesarze jej władcy przeprowadzali egzaminy urzędnicze, właściwie nie miały one jednak jakiegokolwiek znaczenia dla faktycznego procesu rekrutacji urzędników, który odbywał się przede wszystkim za pomocą protekcji i dziedziczenia urzędu. Oficjalnie władzę w cesarstwie sprawowała stworzona na wzór dynastii Tang biurokracja, w praktyce jednak wiele urzędów miało charakter jedynie tytularny i faktyczna władza zależała od miejsca aktualnie zajmowanego w często nieformalnej plemiennej hierarchii.
W pobliżu miejsca gdzie miało dojść do spotkania pierwotnych rodziców Kitanów znajdowała się ich święta góra Muye. W każdym dziewiątym miesiącu roku odbywało się tam sezonowe święto. W późniejszym rozwoju religii Kitanów pierwotni rodzice byli uznawani za wcielenia Boga Nieba i Bogini Ziemi. Inni bogowie mieli mieszkać w określonych górach. Integralną częścią religii Kitanów był szamanizm. Główny szaman przewodniczył rytom wiązanym z Bogiem Ognia każdego roku. Specjalny rytuał był także powiązany ze złowieniem pierwszej ryby (na wiosnę) i pierwszej dzikiej gęsi (zimą). Wiele świąt było powiązanych także z zawodami sportowymi, takimi jak zapasy, strzelanie z łuku i gra w polo. Objęcie władzy było symbolizowane przez z pewnością starodawny rytuał „ponownego narodzenia” władcy. Kitanowie mieli w zwyczaju chować wraz z władcą jego ulubione zwierzęta i wartościowe przedmioty. Później chowano z nim także należące do niego święte przedmioty. Starodawny zwyczaj zabijania ludzi i chowania ich wraz ze zmarłym wodzem lub arystokratą przetrwał do X wieku, później został jednak zarzucony pod wpływem chińskim. W późniejszym okresie wielu cesarzy i kitańskich arystokratów przyjęło buddyzm i stało się pobożnymi protektorami tej religii.